# Carleton College
Carleton College est une université d'arts libéraux située à Northfield dans le Minnesota. Fondée en 1866, Carleton College enrôle 2000 étudiants et emploie environ 270 professeurs. Le campus de 420 hectares comprend le Cowling Arboretum. En 2019, Carleton College est cinquième du classement national des universités d'arts libéraux des États-Unis et première pour l’enseignement. Ces classements sont publiés par le magazine US News & World Report.
Dotation: 1,1 milliard de dollars (2021)
Budget: 190,4 millions de dollars (2019)

## Anciens étudiants
- Lila Abu-Lughod, anthropologue palestino-américaine spécialiste du monde arabe.
- Walter Alvarez, géologue américain, connu pour sa théorie sur l'extinction des dinosaures
- Robert C. Allen, professeur d'histoire de l'économie à l'université d'Oxford.
- Kai Bird, historien américain.
- Jack Carson, acteur canadien.
- Lincoln Child, écrivain américain.
- Jimmy Chin, alpiniste professionnel, skieur, réalisateur et photographe américain.
- Anthony Downs, politologue et économiste américain.
- Carl R. Eklund, géographe et ornithologue américain.
- Mary-Claire King, généticienne américaine ayant découvert le gène BRCA1.
- Melvin R. Laird, homme politique américain.
- Jacob Lew, homme d'affaires et politique américain.
- Zach McGowan, acteur américain.
- Dennis Meadows, scientifique et co-auteur du Rapport Meadows.
- Donella Meadows, écologiste pionnière, enseignante et autrice.
- William G. Moseley,  professeur américain de géographie.
- Karl E. Mundt, homme politique américain.
- Barrie M. Osborne, producteur de cinéma américain.
- Eric Pianka, biologiste américain qui s'est notamment consacré à l'herpétologie.
- Peter Tork, musicien, auteur-compositeur, pianiste et guitariste et acteur américain.
- Thorstein Veblen, économiste et sociologue américain.
- Patricia Collins Wrede, romancière américaine spécialisée en fantasy.
- Anne Sewell Young, astronome américaine.